# Zhang Xin (sciatrice)
Zhang Xin (張鑫; Anshan, 4 agosto 1985) è una sciatrice freestyle cinese, specialista nei salti.

## Biografia
In Coppa del Mondo ha esordito il 14 febbraio 2004 ad Harbin (13ª), ottenendo il primo podio il 18 dicembre 2005 a Changchun (2ª) e la prima vittoria il 17 dicembre 2010 a Beida Lake. In carriera ha partecipato a due edizione dei Giochi olimpici invernali, Soči 2014 (13ª nei salti) e Pyeongchang 2018 (2ª nei salti), e ad una dei Campionati mondiali (12ª a Voss-Myrkdalen 2013).

## Palmarès

### Olimpiadi
- 1 medaglia:
  - 1 argento (salti a Pyeongchang 2018).

### Coppa del Mondo
- Miglior piazzamento in classifica generale: 6ª nel 2014.
- 17 podi:
  - 4 vittorie;
  - 4 secondi posti;
  - 9 terzi posti.

#### Coppa del Mondo - vittorie
| Data             | Luogo       | Paese       | Disciplina |
| ---------------- | ----------- | ----------- | ---------- |
| 17 dicembre 2010 | Beida Lake  | Cina        | AE         |
| 11 febbraio 2012 | Beida Lake  | Cina        | AE         |
| 21 dicembre 2013 | Pechino     | Cina        | AE         |
| 5 febbraio 2016  | Deer Valley | Stati Uniti | AE         |

Legenda:

AE = salti